# اما کاری
اما کارولینا کاری (زاده ۱۵ مه ۱۹۸۳ در اسپو ) یک سیاستمدار اهل فنلاند است. او نماینده اتحاد سبز است. وی در انتخابات پارلمانی ۲۰۱۵ با دارا بودن ۴,۶۴۷ رای به عضویت پارلمان فنلاند درآمد و در آن مجلس منصوب گردید.   اما از سال ۲۰۰۸ در شورای شهر هلسینکی بوده است.

## اوایل زندگی و تحصیلات
اما دوران کودکی اش را در اسپو، 
طی نمود. و بعد از آن در دبیرستان ویهرلااکسو شرکت نمود.